# 非配位性アニオン
非配位性アニオン（ひはいいせいアニオン、non-coordinating anion。弱配位性アニオン、weakly coordinating anionとも）はカチオンとの相互作用の弱いアニオンの総称である。一般に配位不飽和なカチオン性金属錯体の対イオンとして用いられ、一例としてアルケン重合に用いられる均一系触媒の一つである電子数14のカチオン、[(C5H5)2ZrR]+ (R = メチル基または成長中のポリエチレン鎖) がある。さらに、非配位性アニオンから派生した錯体は水素化、ヒドロシリル化、オリゴマー化、アルケンのリビング重合などの反応の触媒に用いられている。
非配位性アニオンは求電子性カチオンの反応性の研究に有用である。炭化水素や水素配位子によるアゴスティック相互作用の研究は非配位性アニオンの普及によって進展した。ブレンステッド酸やルイス酸と非配位性アニオンを組み合わせることで多くの超酸が生み出された。

## BARF発見以前
1990年代以前はテトラフルオロホウ酸イオン (BF−
4) 、ヘキサフルオロリン酸イオン (PF−
6) 、過塩素酸イオン (ClO−
4) が非配位性アニオンとして知られていたが、現在ではこれらのアニオンも金属中心に配位する事例が知られている。テトラフルオロホウ酸、ヘキサフルオロリン酸アニオンは、これらのアニオンからフッ素を引き抜くほど強い求電子性を持つ金属イオン（Zr(IV)等）中心を有するカチオンに対しては配位する。また、トリフラートのようなアニオンは特定のカチオンに対する配位力が弱いと考えられている。

## BARF発見以降

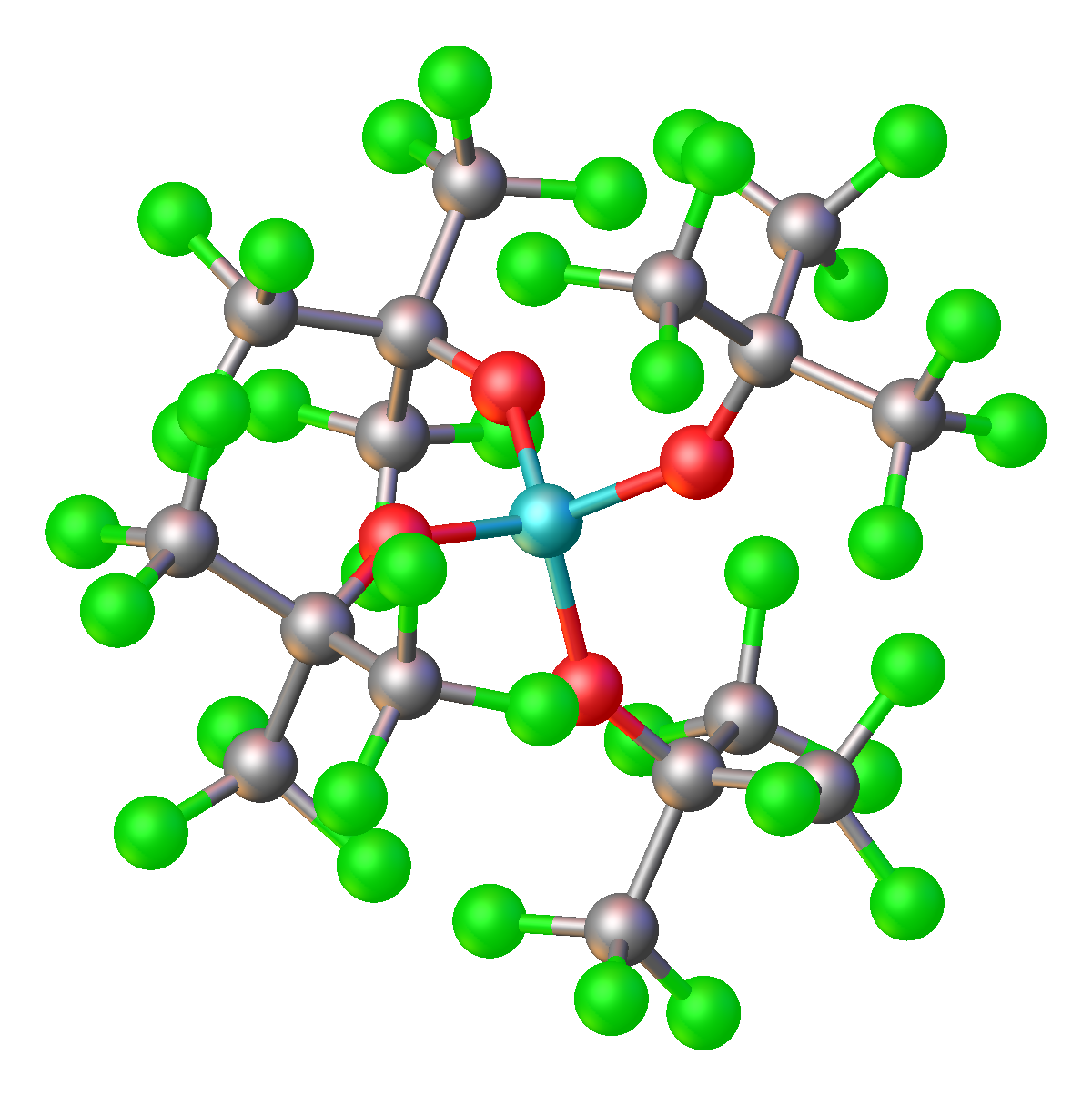
非配位性アニオンである[Al(OC(CF_{3})_{3})_{4}]^{−}の構造。高い対称性を持つ。各原子の色は 緑 = F、赤 = O。

1990年代にテトラキス(3,5-ビス(トリフルオロメチル)フェニル)ホウ酸イオン（B[3,5-(CF3)2C6H3]−
4、略してBArF4−、俗に"BARF"）が発見され、この分野の研究は大きく進展した。このアニオンの配位力は BF−
4、PF−
6、ClO−
4 より遥かに弱く、より求電子性の強いカチオンの研究が可能となった。関連する正四面体型アニオンにはテトラキス(ペンタフルオロフェニル)ホウ酸塩 B(C6F5)−
4、Al[OC(CF3)3]−
4がある。
これらの嵩高いホウ酸、アルミン酸イオンの中で、負電荷は多数の電気陰性度の高い原子に均等に分散している。アセトニトリル、THF、水のような極性溶媒は求電子中心に結合する傾向があるため、このような場合に非配位性アニオンを使うのは適当でない。
BARFアニオンの塩は小林らによって最初に報告されたため "Kobayashi's anion" と呼ばれることもある。その後、小林らの合成法はより安全な合成ルートで代替されている。

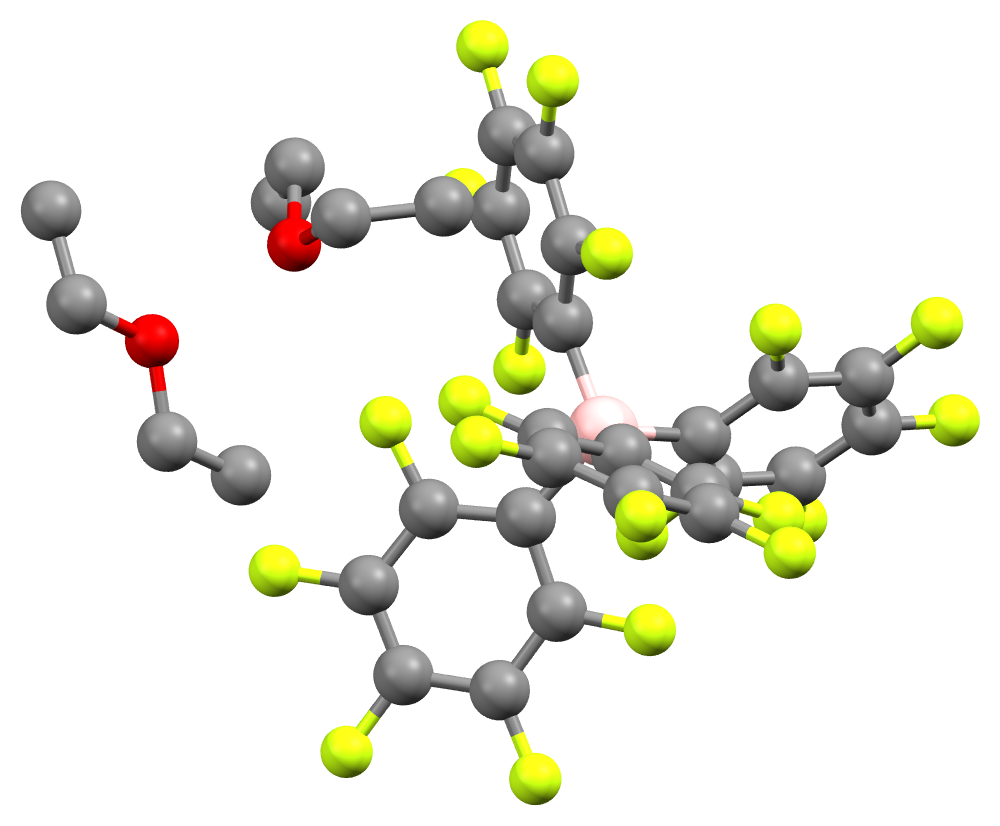
Brookhart's Acidと関連する化合物、[H(Et_{2}O)_{2}][B(C_{6}F_{5})_{4}]の結晶構造

非配位性アニオンの親化合物となる中性分子は三フッ化ホウ素 (BF3) や五フッ化リン (PF5) のような強いルイス酸である。中でも、トリス(ペンタフルオロフェニル)ボラン (B(C6F5)3) はアルキル配位子を引き抜くことができるという点で注目に値する。
(C5H5)2Zr(CH3)2 + B(C6F5)3 → [(C5H5)2Zr(CH3)]+[(CH3)B(C6F5)3]−

## 他の非配位性アニオン
他の非配位性アニオンとしてはカルボランアニオン (CB11H−
12) の類縁体がある。これを用いることで最初の三配位ケイ素化合物である [(mesityl)3Si][HCB11Me5Br6] の塩が合成された。